# 佩奇区 (塞尔维亚)
佩奇区是1992至1999年间塞尔维亚科索沃和梅托希亚自治省西部的行政区，行政中心为佩奇。人口数量为351,680人，居民中90%为阿爾巴尼亞族。

## 市镇
佩奇区的范围包括5个市镇：
- 代查尼
- 贾科维察
- 伊斯托克
- 克利納
- 佩奇